# باك روجرز

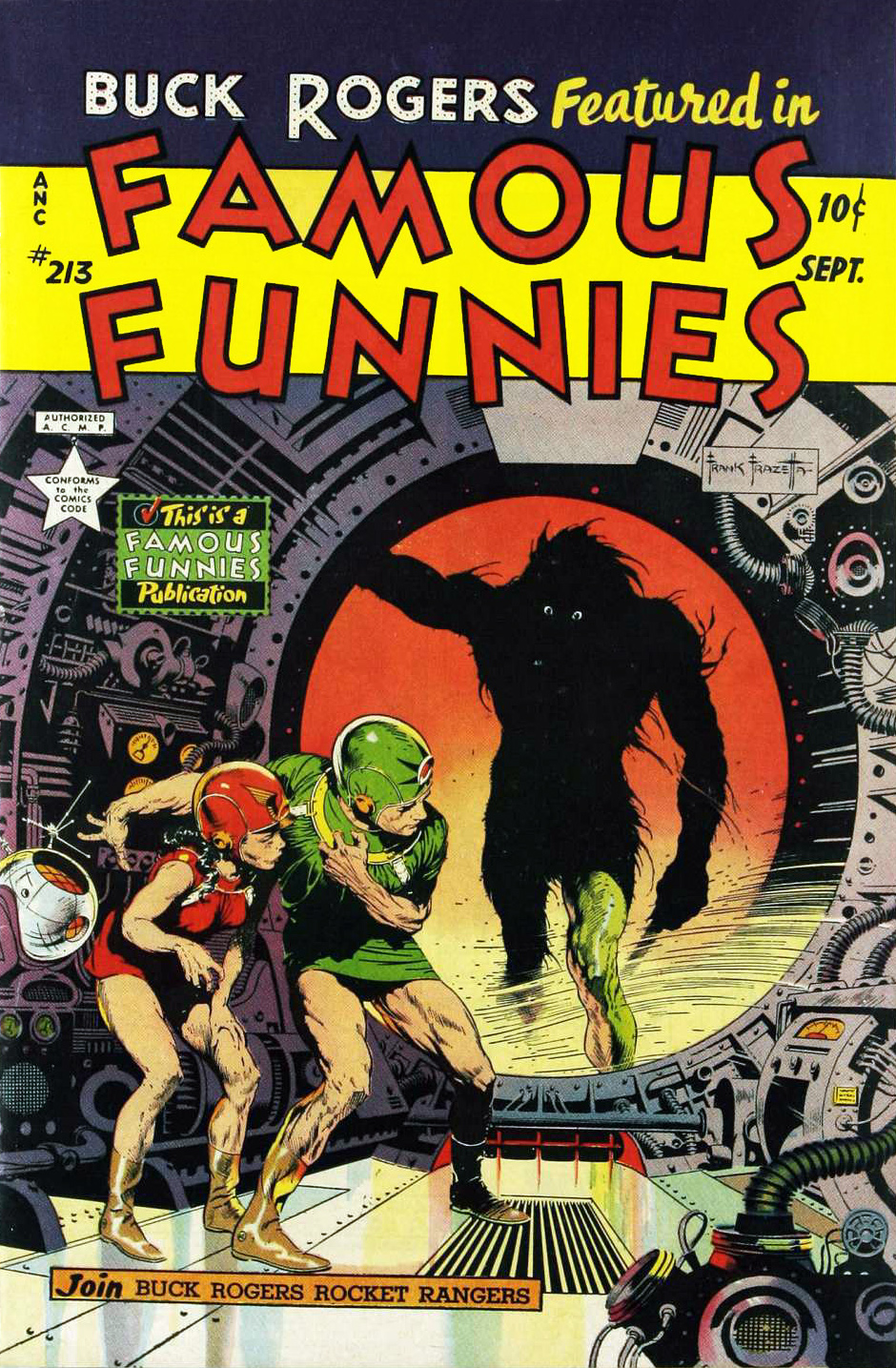

باك روجرز (Buck Rogers) هو شخصية خيالية ظهرت للمرة الأولى في الرواية القصيرة أرمجدون 2419 إيه.دي. (Armageddon 2419 A.D.) للكاتب فيليب فرانسيس ناولان (Philip Francis Nowlan) وذلك في إصدار المجلة الخيالية غير باهظة الثمن حكايات مذهلة (Amazing Stories) في أغسطس عام 1928 حيث لعِبَ دور أنتوني روجرز (Anthony Rogers). ويليها رواية، ذا أيرلوردز أوف هان (The Airlords of Han)، التي نُشرَت في إصدار مارس عام 1929م.
وقد تعاقد فيليب نولان مع شركة نقابة جون إف. دِل (the syndicate John F. Dille Company)، والتي عُرِفت فيما بعد باسم نقابة الصحيفة القومية، وذلك لإعداد القصة في شكل سلسلة هزلية (comic strip). وبعد أن استعان كل من نولان ودِيل بالرسَّام الكاريكاتيري التحريري ديك كالكينز (Dick Calkins) ليعمل كرسامٍ توضيحي، قام نولان باقتباس الحلقة الأولى من الرواية القصيرة أرمجدون 2419، أيه.دي. وقام بتغيير اسم البطل من أنتوني روجرز إلى باك روجرز. وقد ظهرت السلسلة للمرة الأولى في الصحف في السابع من يناير عام 1929م. كما اشتملت اقتباسات لاحقة على فيلم تسلسلي، وهو عبارة عن مسلسل تلفزيوني (حيث تم أيضًا تغيير الاسم الأول له ليصبح ويليام بعد أن كان أنتوني) واتخذ أشكالاً أخرى.
وأصبحت مغامرات باك روجرز في السلاسل الهزلية والأفلام والإذاعة والتلفزيون تمثل جزءًا هامًا من الثقافة الشعبية (popular culture) للشعب الأمريكي. وقد أصبحت هذه الظاهرة الفجائية مماثلة لتطوُّر تكنولوجيا الفضاء في القرن العشرين كما أطلعَت الشعب الأمريكي على الفضاء الخارجي ليصبح بيئة مألوفة للمغامرة المتهوِّرة (swashbuckling).
اشتهر باك روجرز بأنه قدَّم للإعلام الشعبي مصطلح استكشاف الفضاء (space exploration)، حيث سار على خُطا روّاد في مجال الأدب مثل جول فيرن (Jules Verne) وإتش.جي. ويلز (H.G. Wells) هربرت جورج ويلز وإدغار رايس بوروس (Edgar Rice Burroughs) (جون كارتر من المريخ) (John Carter of Mars).

## وصلات خارجية
- Rolandanderson.se
- Buck-rogers.com
- Strickler, Dave. Syndicated Comic Strips and Artists, 1924–1995: The Complete Index. Cambria, CA: Comics Access, 1995. ISBN 0-9700077-0-1.
- Buck Rogers in the 25th Century (official website, Buck Rogers and Dille Family Trust) - checked 19 nov 2011—not available
- باك روجرز على مشروع الدليل المفتوح

### Audio/video
- Public domain Buck Rogers radio serials